# بالی‌بیگ‌لو (کلیبر)
بالی‌بیگ‌لو یکی از روستاهای استان آذربایجان شرقی است که در دهستان مولان بخش مرکزی شهرستان کلیبر واقع شده‌است.